# Las momias de Guanajuato
Las momias de Guanajuato („mumije Guanajuata”) meksička je crno-bijela telenovela iz 1962. godine te je izvorno bila prikazana na četvrtom kanalu Telesisteme Mexicano. Producent i redatelj ove serije je bio Ernesto Alonso, koji je u njoj i glumio. Svaka epizoda traje 30 minuta.

## Glumci
- Ernesto Alonso
- Amparo Rivelles – Julia Mancera
- Carmen Montejo
- Columba Domínguez
- Jacqueline Andere
- Marga López
- Ofelia Guilmain
- Elsa Aguirre
- Jorge Martínez de Hoyos
- María Elena Marqués
- Ana Luisa Peluffo
- Sergio Bustamante – Rodrigo de Barral
- Ariadna Welter
- Alma Delia Fuentes
- Lilia Prado
- Alicia Montoya
- Guillermo Herrera
- Alida Valli
- Marilú Elizaga
- Héctor Gómez
- Aldo Monti